# مزعلة (جرابلس)
مزعلة قرية سوريّة تتبع إداريّاً لمحافظة حلب منطقة جرابلس ناحية مركز جرابلس، بلغ تعداد سكانها 987 نسمة حسب التعداد السكاني لعام 2004.